# 이집트 항공
이집트 항공(아랍어: مصر للطيران, 영어: Egypt Air)은 이집트의 항공사이자 스타얼라이언스의 가맹사다. 허브 공항은 카이로 국제공항이 있다.

## 역사
1932년에 설립되어 1933년 8월 운항하기 시작했다. 1935년 이집트 정부가 인수해 미스르 항공으로 이름을 바꾸었다. 1946년 다시 사명이 변경되었고 보유 항공기 수를 늘려갔다. 1960년 시리아 항공(영어: Syrian Airlines)과 합병해 유나이티드 아랍 항공이 탄생되었다. 그해 코메트 4형 제트기를 도입했고 중동과 아프리카 지역의 항공사로는 최초로 제트기를 운항했다. 1962년에 최초로 아시아에 진출 하면서 일본에 취항했다. 1971년 미스라 항공과 시리아 항공이 분리되어 현재의 사명으로 변경했다. 1982년에 이스라엘에 취항과 동시에 에어 시나이란 항공사를 설립했다. 2002년 대통령에 의해 지주 회사인 이집트 에어 홀딩스(영어: EgyptAir Holding Company)로 전환되었다. 2004년 아프리카 항공사 최초로 IOSA 인증을 받았으며 같은 해 화물 항공사인 이집트 항공 카고를 설립했다. 2006년에 지역 항공사인 이집트 에어 익스프레스를 설립 했으며 2007년에 항공 동맹인 스타얼라이언스에 가입하는 것을 표명하고 2008년 820만명의 승객을 수송했으며 같은 해에 항공기의 새로운 도장을 발표했는데 신도색의 경우 하늘의 신인 호루스가 그려진다. 2009년 항공 동맹인 스타얼라이언스에 가입했으며 2010년에 보잉 777-300ER 기종을 도입했다.

## 운항 노선
- 2012년 6월 기준으로 이집트 항공은 다음과 같은 노선을 운항하고 있다.

### 코드셰어 협정
- 이집트 항공은 다음과 같은 항공사와 코드셰어 협정을 맺고 있다.[1]

| - TAP 포르투갈 (스타얼라이언스) - 걸프 에어 - 남아프리카 항공 (스타얼라이언스) - 루프트한자 (스타얼라이언스) - 브뤼셀 항공 (스타얼라이언스) - 스위스 국제항공 (스타얼라이언스) - 스칸디나비아 항공 (스카이팀) - 싱가포르 항공 (스타얼라이언스) - 에게 항공 (스타얼라이언스) | - 에어 인디아 (스타얼라이언스) - 에어 캐나다 (스타얼라이언스) - 에티오피아 항공 (스타얼라이언스) - 에티하드 항공 - 오스트리아 항공 (스타얼라이언스) - 유나이티드 항공 (스타얼라이언스) - 중국국제항공 (스타얼라이언스) - 타이 항공 (스타얼라이언스) - 터키항공 (스타얼라이언스) |  |

## 보유 기종
- 2024년 9월 기준으로 이집트 항공은 다음과 같은 기종을 보유하고 있으며, 평균 기령은 9.1년이다.[2][3][4][5]

## 사건 및 사고
- 이집트 항공 990편 추락 사고
- 이집트 항공 804편 실종 사고
- 이집트 항공 181편

## 사진

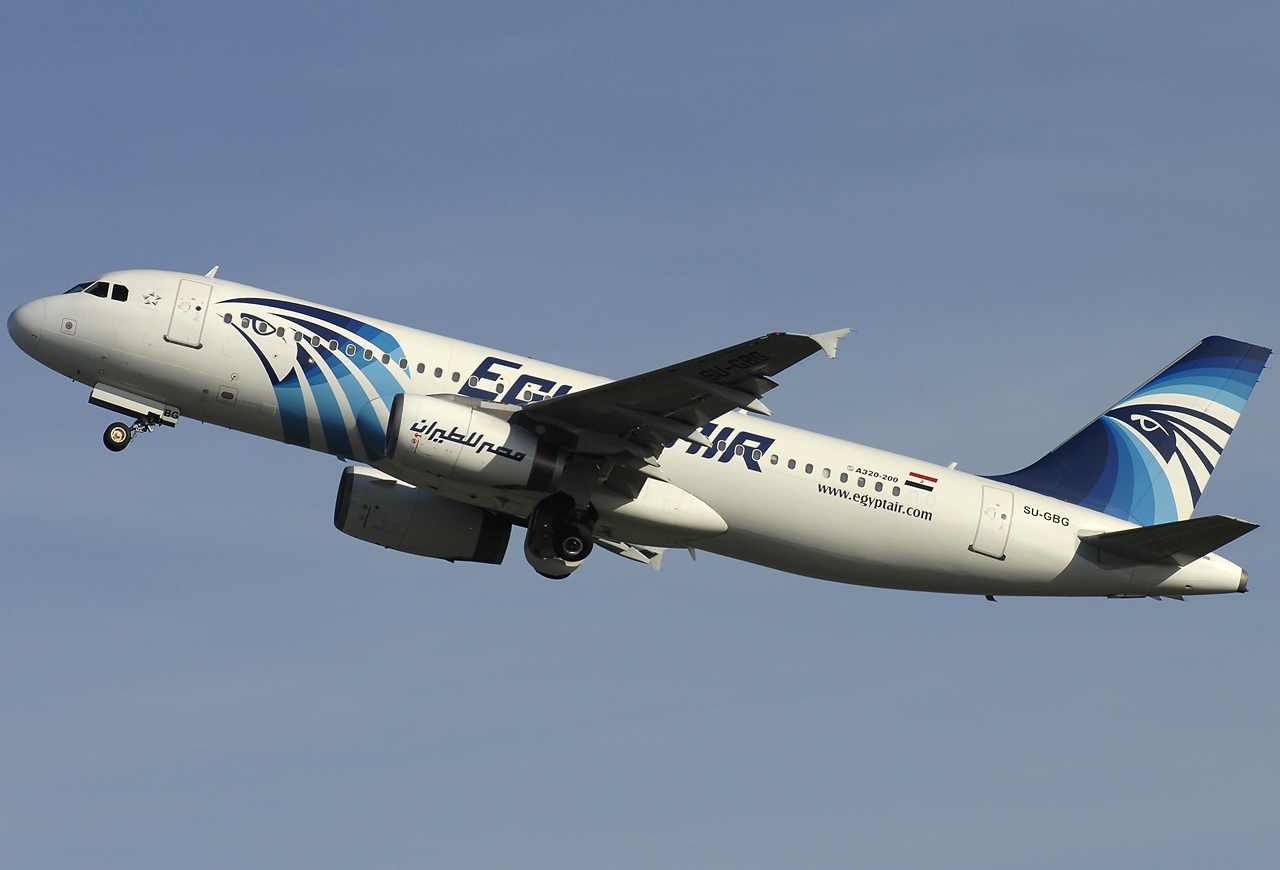
이집트 항공의 에어버스 A320-200
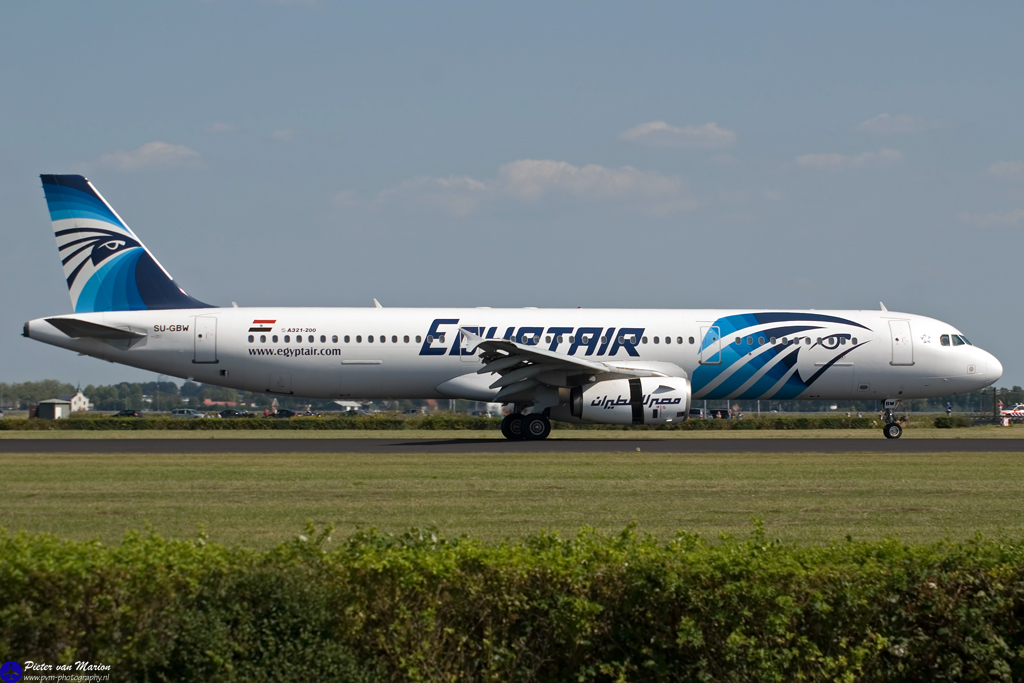
이집트 항공의 에어버스 A321-200
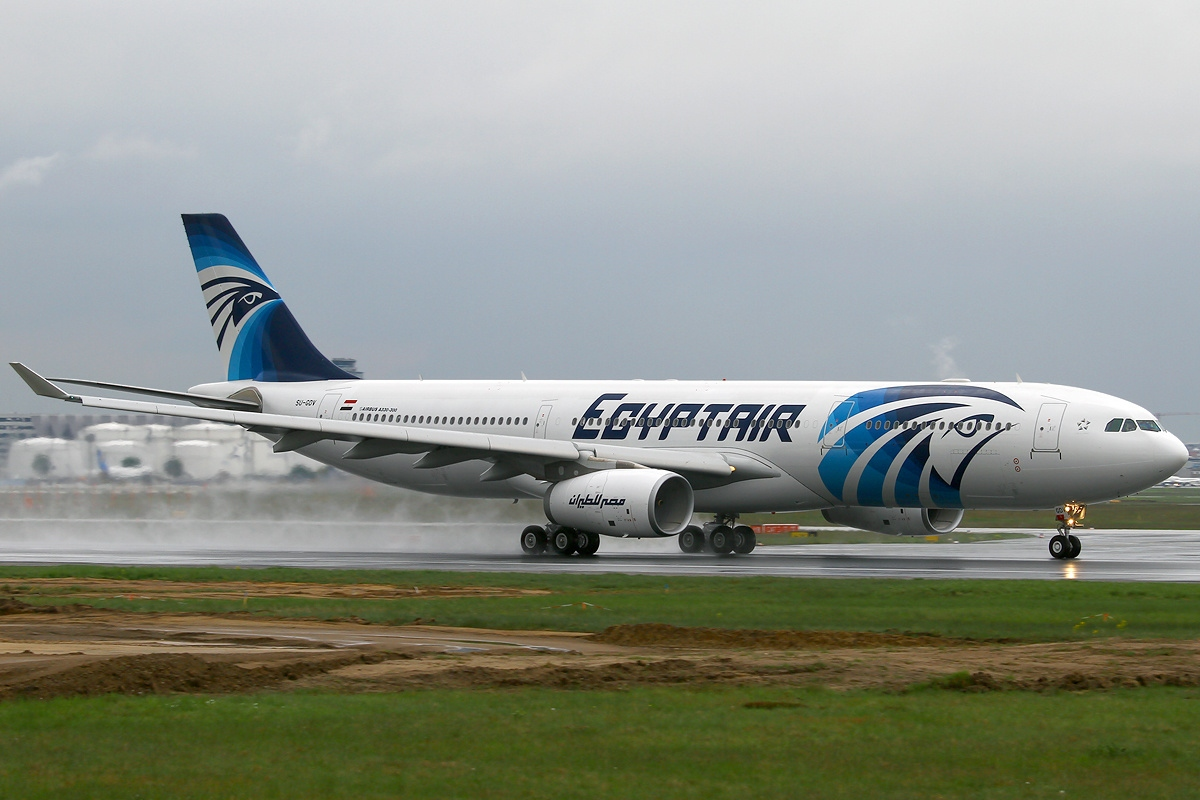
이집트 항공의 에어버스 A330-300
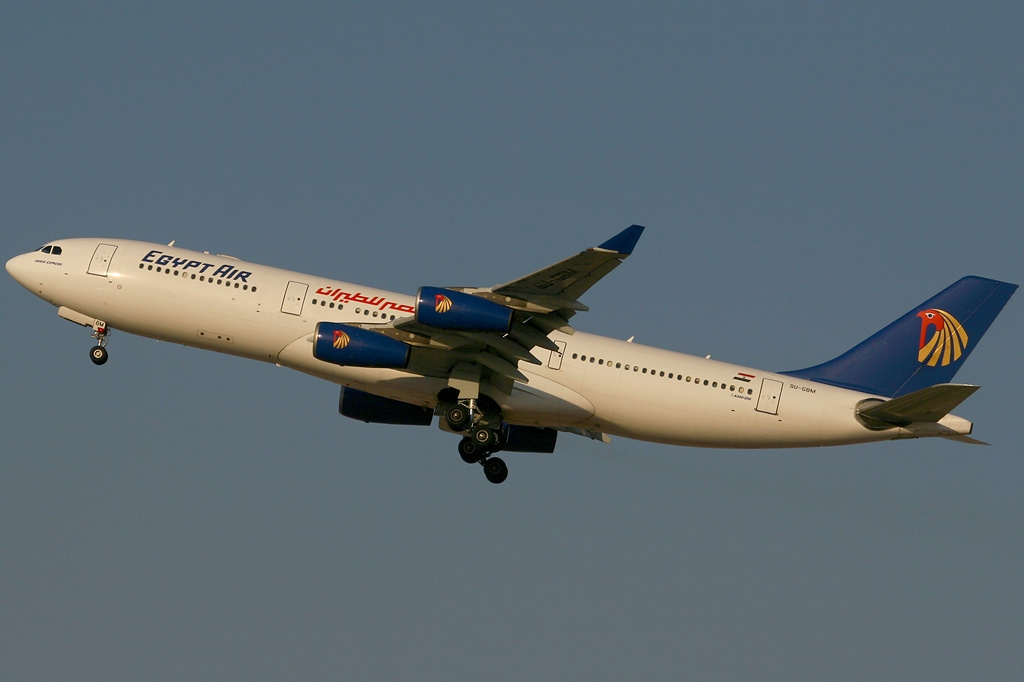
이집트 항공의 에어버스 A340-200 구도색
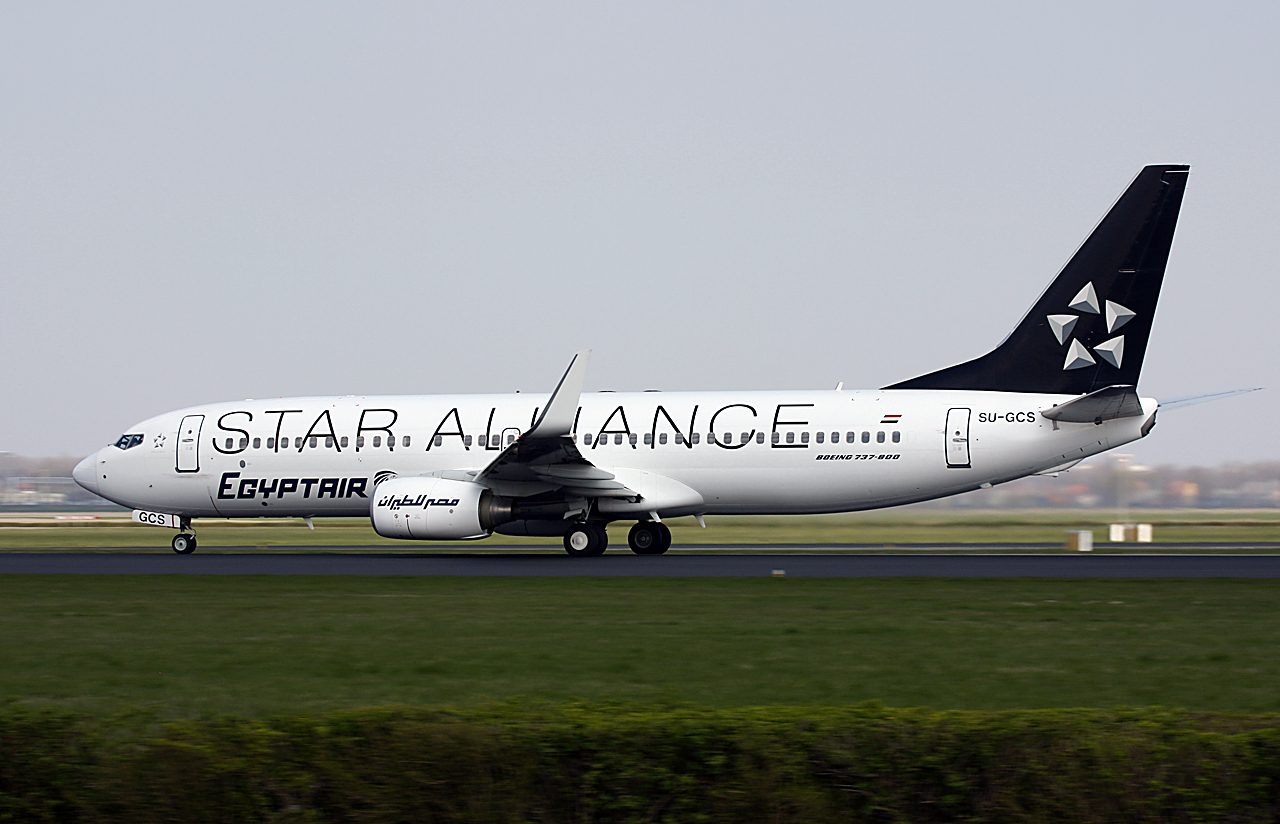
스타얼라이언스 도장한 이집트 항공의 보잉 737-800
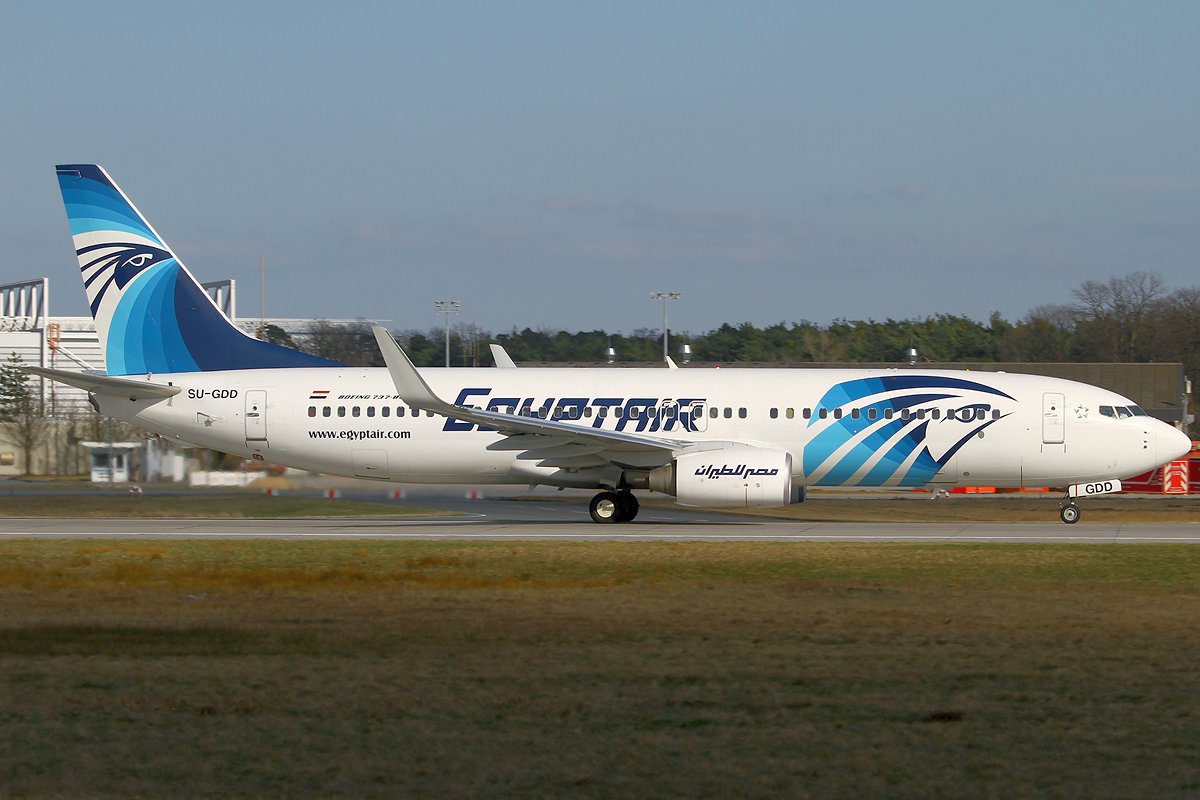
이집트 항공의 보잉 737-800
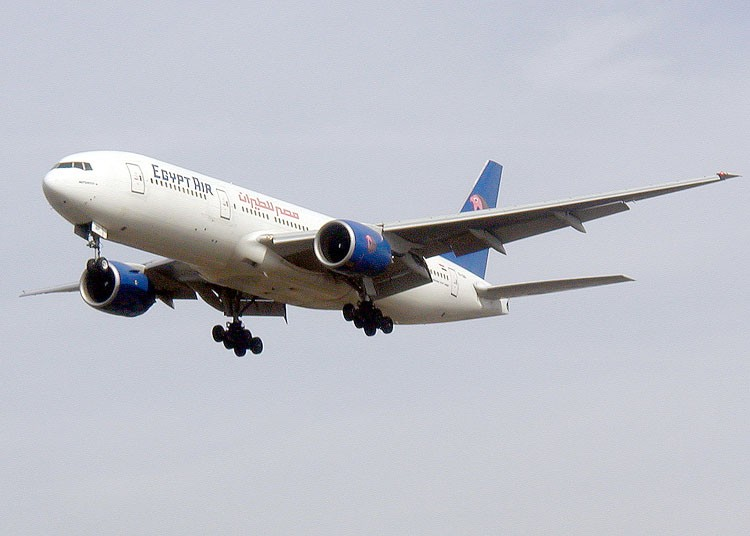
이집트 항공의 보잉 777-200ER 구도색
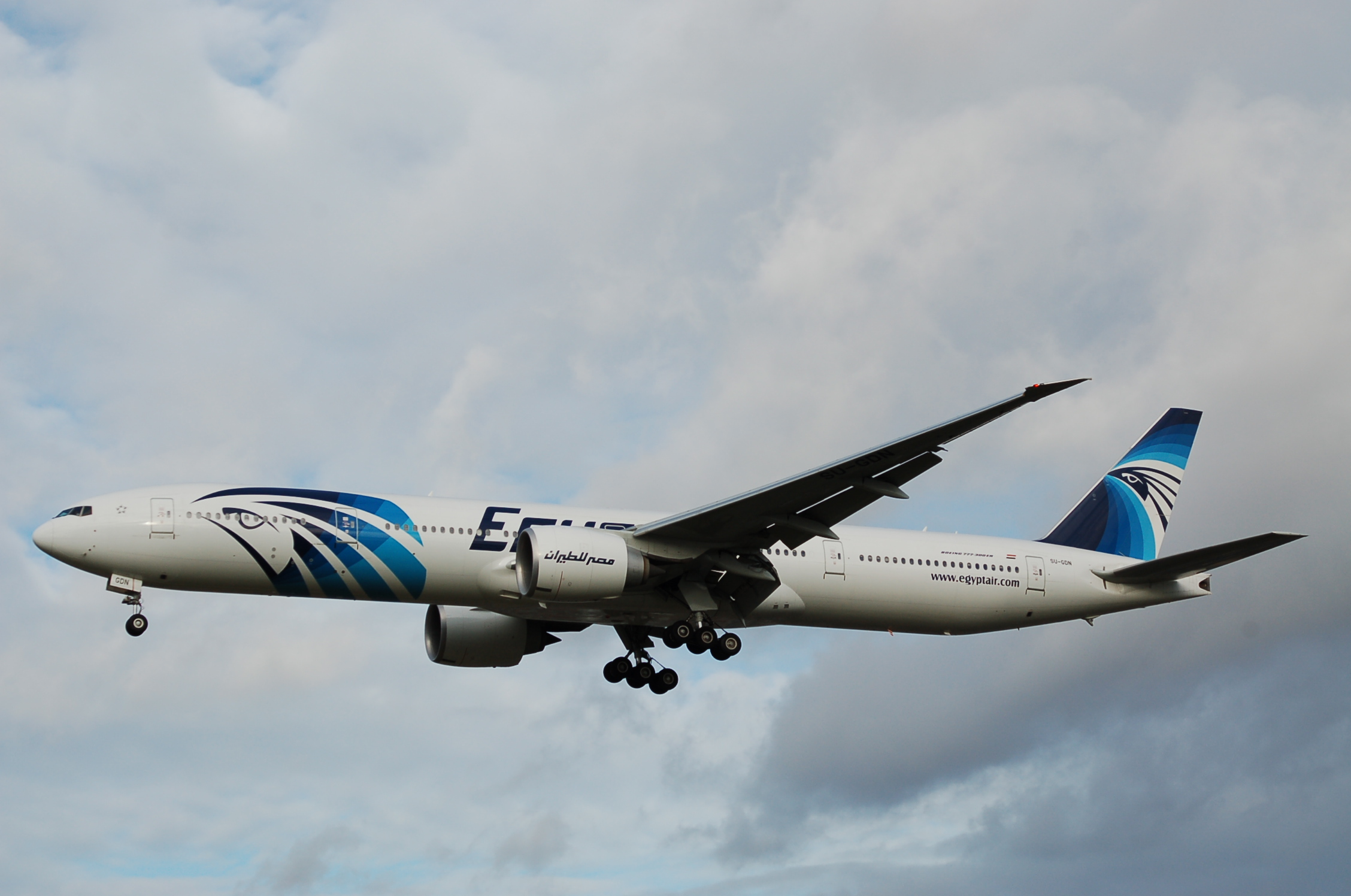
이집트 항공의 보잉 777-300ER
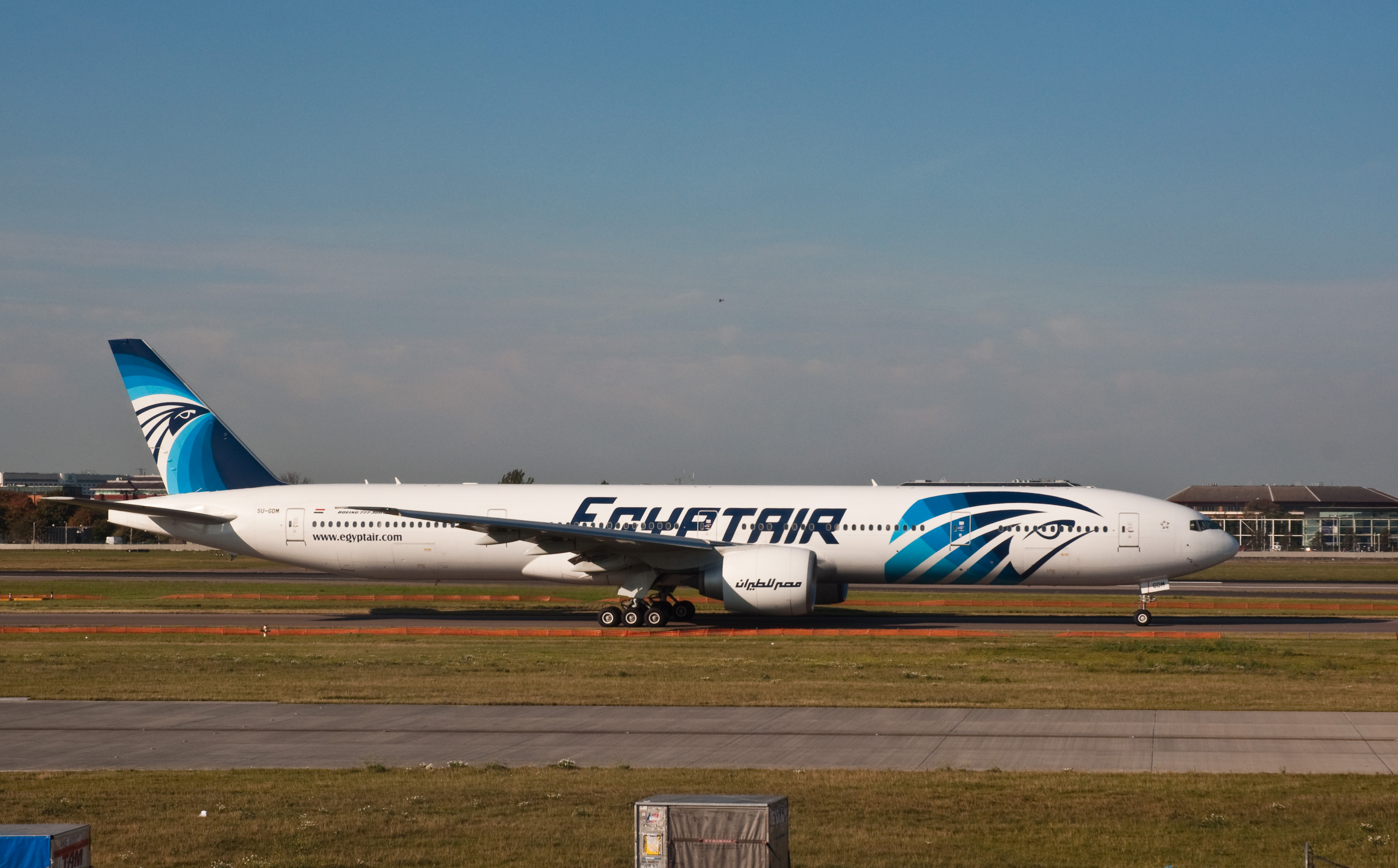
이집트 항공의 보잉 777-300ER
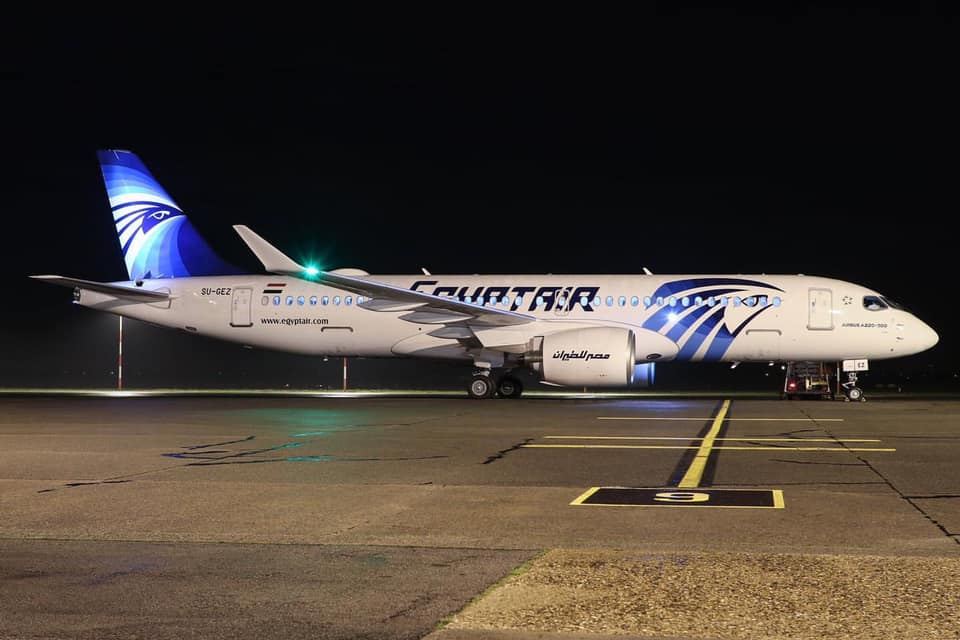
이집트 항공의 에어버스 A220-300
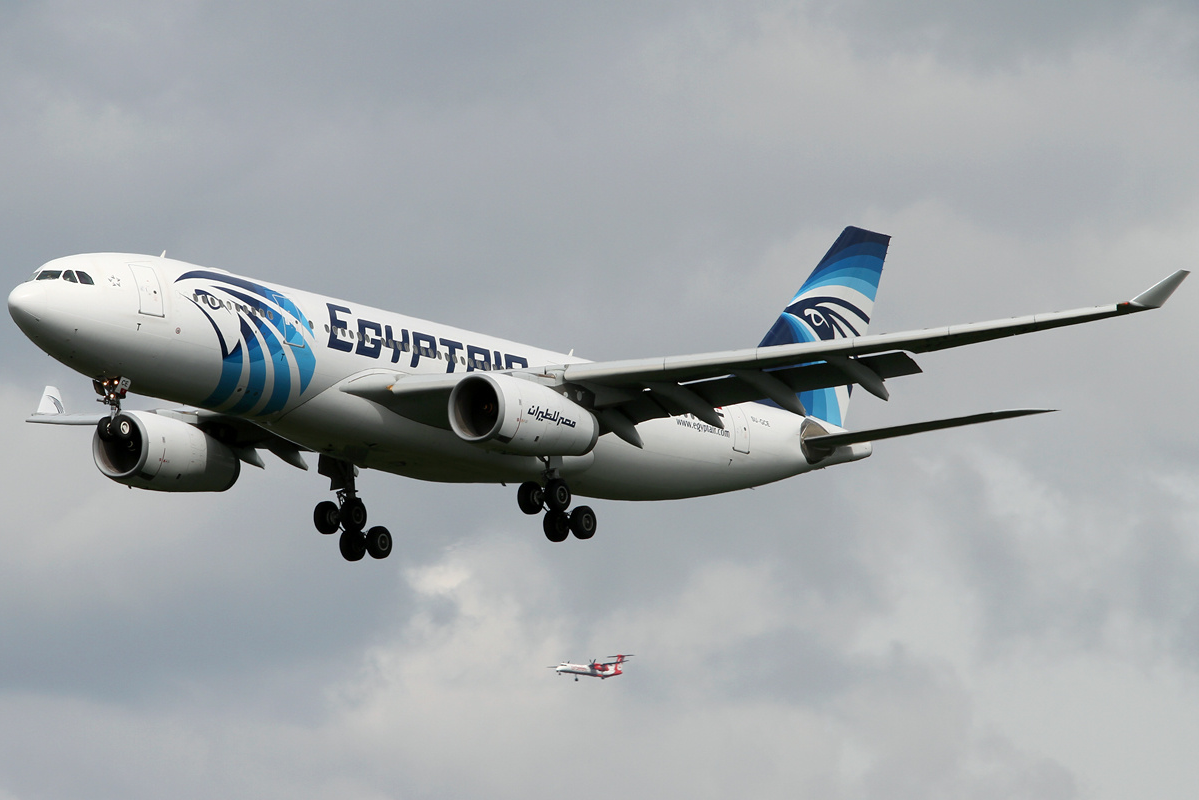
이집트 항공의 에어버스 A330-200
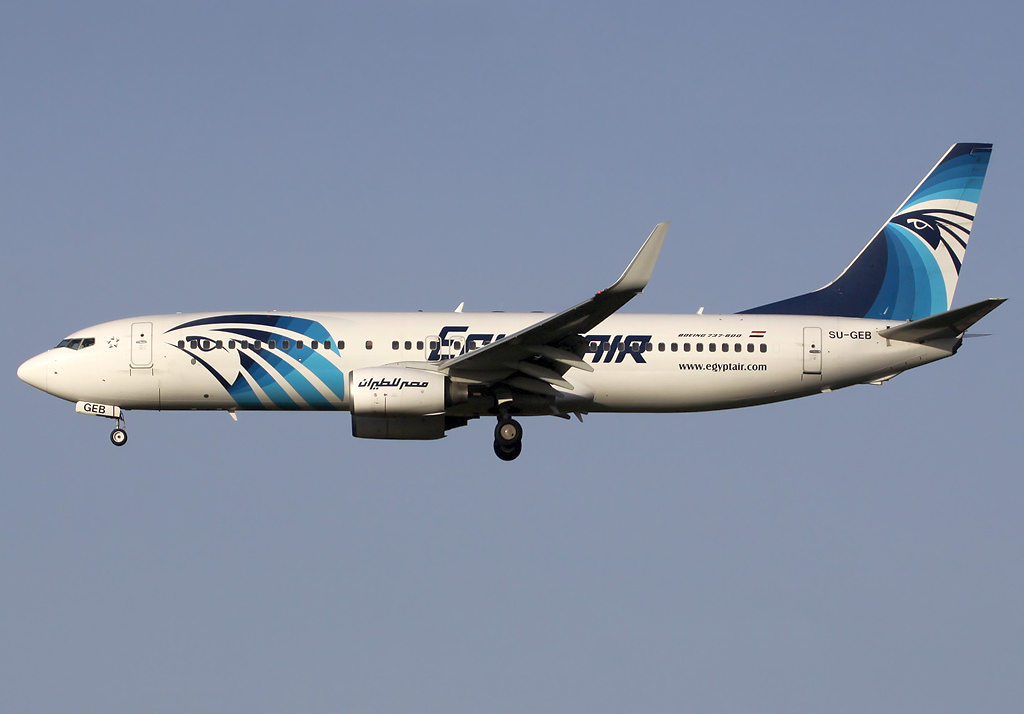
이집트 항공의 보잉 737-800
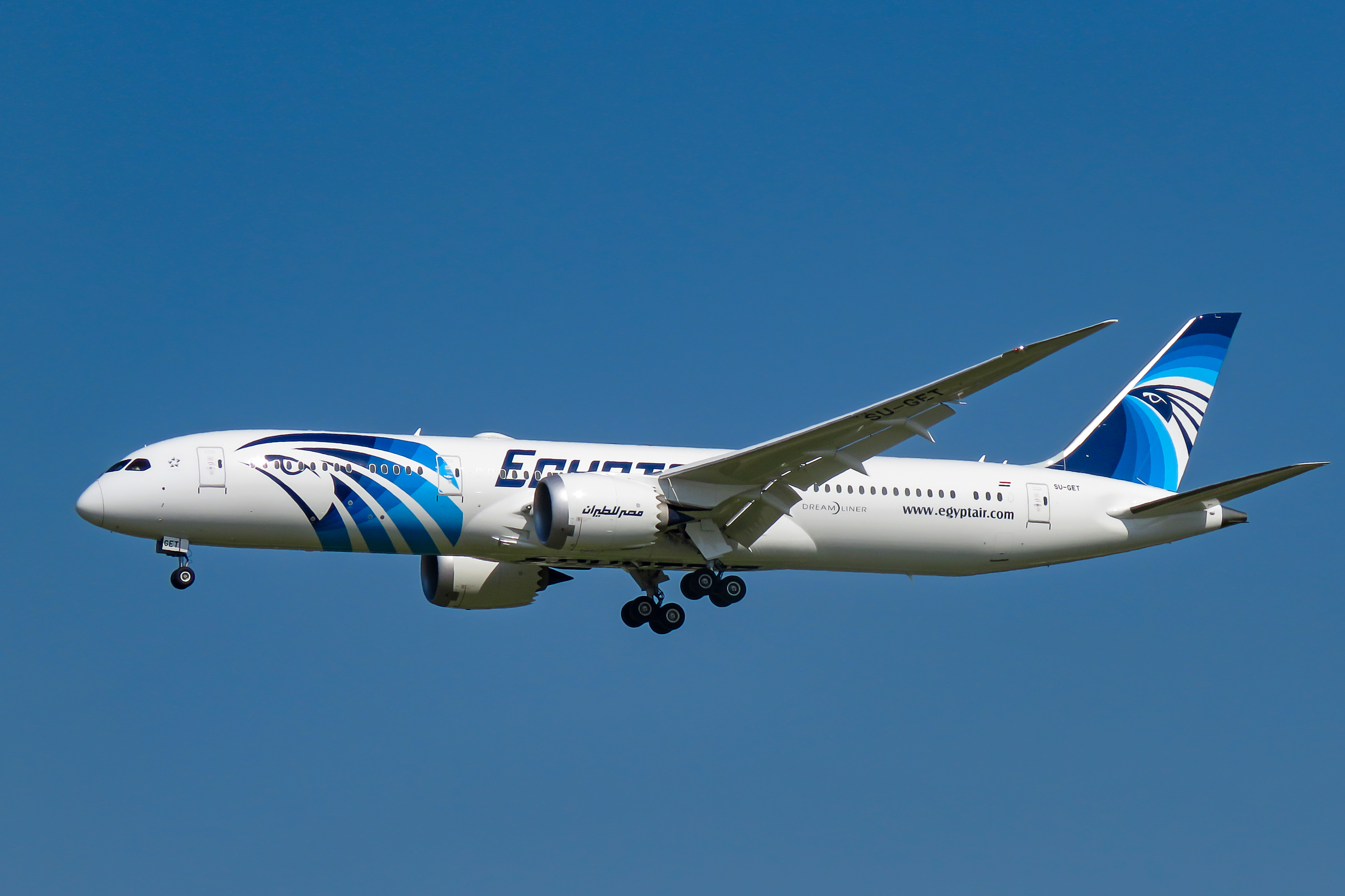
이집트 항공의 보잉 787-9